# Bjørn Hansen (Beamter)

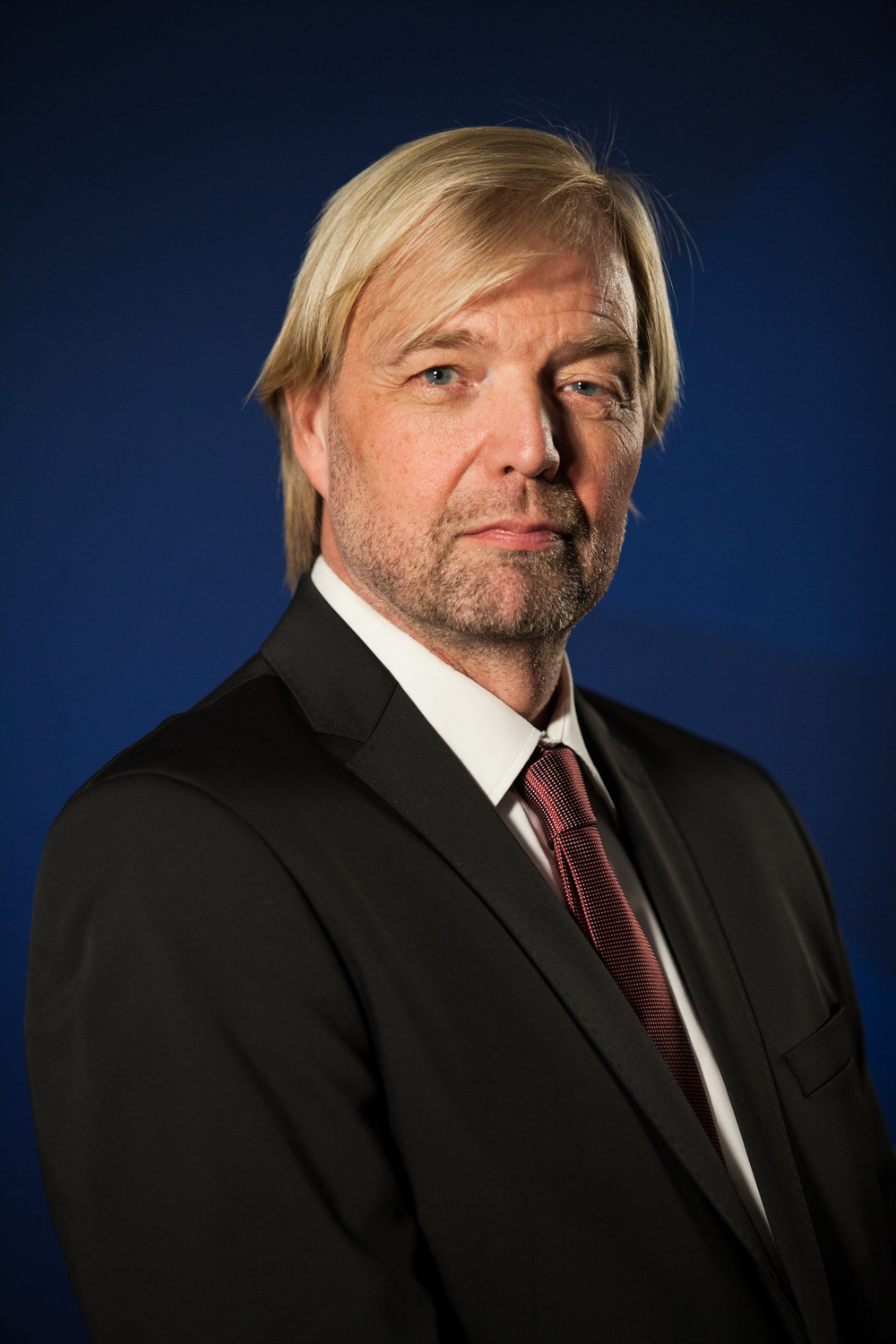

Bjørn Gårn Hansen (* 20. Juni 1963 in Birkerød) ist ein dänischer EU-Funktionär.

## Leben
Hansen besuchte die Marie-Kruses-Schule in Farum, die er 1981 mit dem Studentereksamen (Hochschulreife) mit Schwerpunkt Mathematik und Physik abschloss. Ab September 1981 studierte er an der State University of New York, wo er im Mai 1985 den Abschluss Bachelor of Science (magna cum laude) in angewandter Mathematik, Ökonomie und reiner Mathematik sowie den Master of Science (summa cum laude) in angewandter Mathematik erwarb. Ab Oktober 1985 war er als wissenschaftlicher Assistent an der Technischen Universität Eindhoven beschäftigt, wo er im Dezember 1988 seine Dissertation in Wahrscheinlichkeitstheorie unter dem Titel Monotonicity properties of infinitely divisible distributions mündlich verteidigte. Daraufhin wurde Hansen der akademische Grad des Ph.D. verliehen. Es folgte ein Postdoc an der Georg-August-Universität Göttingen im gleichen Themengebiet.
Ab 1991 arbeitete Hansen für die Europäische Kommission, zuerst im Europäischen Büro für Chemische Stoffe in Ispra, ab Juni 2003 in der Generaldirektion Umwelt in Brüssel. Ab 2012 war er dort als Abteilungsleiter tätig. Während seiner Zeit bei der Generaldirektion Umwelt wurde er von 2007 bis 2008 als Director of Operations an die Europäische Chemikalienagentur (ECHA) entsandt und war dort mit der Entwicklung von REACH beauftragt. Ebenfalls involviert war er in der Erarbeitung der CLP-Verordnung. Zudem war er Vorsitzender der Working Party on Manufactured Nanomaterials der OECD sowie von mehreren Kontaktgruppen bei gemeinsamen Vertragsstaatenkonferenzen zum Basler, Rotterdamer und Stockholmer Übereinkommen.
Im Januar 2018 wurde Hansen als Nachfolger von Geert Dancet Direktor der ECHA. Per Ende März 2022 trat er in den Ruhestand.

## Publikationen
- Bjorn Hansen: Background and Structure of REACH. In: Lucas Bergkamp (Hrsg.): The European Union REACH Regulation for Chemicals. Law and Practice. Oxford 2013, ISBN 9780199659791, Kapitel 1, S. 17–22.
- Bjorn Hansen, Mike Penman: Is REACH Achieving its Objectives? In: Lucas Bergkamp (Hrsg.): The European Union REACH Regulation for Chemicals. Law and Practice. Oxford 2013, ISBN 9780199659791, Kapitel 14, S. 373–389.
- Bjorn Hansen, Mark Blainey: Registration: The Cornerstone of REACH. In: Review of European Community & International Environmental Law 17, 2008, S. 107–125, doi:10.1111/j.1467-9388.2008.00588.x.